# فيزياء التكتونيات
الفيزياء التكتونية أحد فروع الجيوفيزياء، هي دراسة العمليات الفيزيائية التي تكمن وراء التشوه التكتوني. يشتمل الحقل على الأنماط المكانية للإجهاد والتوتر والانسيابية المختلفة في الغلاف الصخري وغلاف موري؛ والعلاقات بين هذه الأنماط وأنماط التشوه الملحوظة بسبب الصفائح التكتونية.

## نظرة عامة
تُعنى الفيزياء التكتونية بالحركات في القشرة الأرضية والتشوهات على نطاق من الأمتار إلى آلاف الكيلومترات. ومن الأمثلة على هذه العمليات تكوين الجبال، وتشكيل الأحواض الرسوبية، وارتداد بعد جليدي لمناطق مثل فينوسكنديا، والصفائح التكتونية، والبراكين، والزلازل. يتضمن هذا قياس التسلسل الهرمي للسلالات في الصخور والألواح بالإضافة إلى معدلات التشوه؛ دراسة النظائر المختبرية للأنظمة الطبيعية؛ وبناء نماذج لتاريخ التشوه.